# 虎市站
虎市站是一个京哈线上的铁路车站，位于吉林省德惠市和平乡，建于1904年，目前为四等站，邮政编码为130316。目前客运：办理旅客乘降；行李、包裹托运；不办理货运营业。